# 藤岡陽子
藤岡 陽子（ふじおか ようこ、1971年7月21日 - ）は、日本の小説家、看護師。本名、中原陽子。2児の母。

## 経歴
京都府京都市に生まれる。同志社高等学校では赤神諒と同期。同志社大学文学部卒業。卒業後は文章を書く仕事がしたいと1994年に報知新聞社にスポーツ記者として勤務し、高校野球やゴルフを取材する。整理部を経て1997年9月、およそ3年半で退社する。
その後、タンザニア・ダルエスサラーム大学に留学し、スワヒリ語科で学ぶ。卒業はせず帰国し、1999年に大阪文学学校（夜間部）に通い、小説を書いては投稿する日々を続けるが落選が続く。2年連続で「オール読物新人賞」の最終候補に残るが、その後結婚し、出産したことで小説を書く余裕を無くしてしまう。また、経済的に夫に依存することに不安を感じ、慈恵看護専門学校を卒業して、看護師資格を習得している。
小説を書きたいという気持ちは依然として強かったため、2006年、再び大阪文学学校（昼間部）で学び、同年「結い言」で宮本輝が選考する第40回北日本文学賞選奨を受賞。その後、2年連続で「小説宝石新人賞」の最終候補に残り、2009年『いつまでも白い羽根』でデビューする。
2017年現在、京都市内の脳外科に勤務する。
2021年『メイド・イン京都』にて第9回京都本大賞受賞。
2023年『リラの花咲くけものみち』にて第7回未来屋小説大賞を受賞。
2024年、同作で第45回吉川英治文学新人賞。同作は娘が獣医を目指して北海道の酪農学園大学に進学したことを機に書かれた。

## 著書
- いつまでも白い羽根（2009年6月 光文社 / 2013年2月 光文社文庫）
- 海路（2011年6月 光文社）
- トライアウト（2012年1月 光文社 / 2015年3月 光文社文庫）
- ホイッスル（2012年9月 光文社 / 2016年11月 光文社文庫）
- 手のひらの音符（2014年1月 新潮社 / 2016年9月 新潮文庫）
- 波風（2014年7月 光文社 / 2019年6月 光文社文庫）
- 闇から届く命（2015年2月 実業之日本社）
  - 【改題】むかえびと（2018年4月 実業之日本社文庫）
- 晴れたらいいね（2015年7月 光文社 / 2017年8月 光文社文庫）
- おしょりん（2016年2月 ポプラ社 / 2023年6月 ポプラ文庫）
- テミスの休息（2016年4月 祥伝社)
  - 【改題】陽だまりのひと（2019年4月 祥伝社文庫）
- 満天のゴール（2017年10月 小学館 / 2023年3月 小学館文庫）
- この世界で君に逢いたい（2018年7月 光文社 / 2021年8月 光文社文庫）
- 海とジイ（2018年11月 小学館 / 2022年9月 小学館文庫）
- 跳べ、暁！（2020年7月 ポプラ社 / 2022年7月 ポプラ文庫）
- きのうのオレンジ（2020年10月 集英社 / 2023年8月 集英社文庫）
- メイド・イン京都（2021年1月 朝日新聞出版 / 朝日文庫、2024年4月）第9回京都本大賞受賞
- 金の角持つ子どもたち（2021年5月 集英社文庫）
- 空にピース（2022年2月 幻冬舎 / 2024年1月 幻冬舎文庫）
- リラの花咲くけものみち（2023年7月 光文社）（第45回吉川英治文学新人賞受賞、第7回未来屋小説大賞受賞）
- 森にあかりが灯るとき（2024年9月 PHP研究所）
- 僕たちは我慢している（2025年5月 COMPASS）

### アンソロジー
「」内が藤岡陽子の作品
- リアルプリンセス（2017年1月 ポプラ社 / 2019年4月 ポプラ文庫）「あの人は海を捨てた」

## メディア・ミックス

### 映画
- おしょりん（2023年10月20日福井先行公開、11月3日全国公開、主演：北乃きい）

### テレビドラマ
- いつまでも白い羽根（2018年4月7日 - 5月26日、全8回、東海テレビ、主演：新川優愛）
- 満天のゴール（2023年3月25日、全1回、NHK BS4K、主演：桜井ユキ）
- リラの花咲くけものみち（2025年2月1日 - 2月15日 、全3回、NHK総合・BSプレミアム4K、主演：山田杏奈）

### 配信ドラマ
- 晴れたらいいね（2025年1月10日 - 、Amazon Prime Video、主演：永野芽郁）[注 1]

### ラジオドラマ
- 海路（2014年7月5日、NHK-FM「FMシアター」）
- トライアウト（2015年9月13日 - 10月18日、全6回、NHKラジオ第1放送「新日曜名作座」、出演：西田敏行・竹下景子）
- 晴れたらいいね（2016年2月29日 - 3月11日、全10回、NHK-FM「青春アドベンチャー」）
- 満天のゴール（2018年2月17日・24日、NHK-FM「FMシアター」、出演：内山理名・西尾まり）